# Europaspiele 2023/Teilnehmer (Israel)
| Gelbes Symbol für Goldmedaillen mit stilisierten Olympischen Ringen | Graues Symbol für Silbermedaillen mit stilisierten Olympischen Ringen | Braundes Symbol für Bronzemedaillen mit stilisierten Olympischen Ringen |
| ------------------------------------------------------------------- | --------------------------------------------------------------------- | ----------------------------------------------------------------------- |
| 1                                                                   | 1                                                                     | 3                                                                       |

Israel nahm mit 142 Athleten an den Europaspielen 2023 in Krakau teil.

## Medaillengewinner
| Name/n | Sportart          | Wettkampf                  |
| --- | ----------------- | -------------------------- |
| Gold |                   |                            |
| Eden Blecher Shelly Bobritsky Maya Dorf Noy Gazala Catherine Kunin Aya Mazor Nikol Nahshonov Ariel Nassee Neta Rubichek Shani Sharaizin Shaya Sar Shalom Nechmad | Synchronschwimmen | Mannschaft Kombination     |
| Silber |                   |                            |
| Shachar Sagiv | Triathlon         | Männer                     |
| Bronze |                   |                            |
| Misha Zilberman | Badminton         | Einzel Männer              |
| Eden Blecher Shelly Bobritsky Maya Dorf Noy Gazala Catherine Kunin Aya Mazor Nikol Nahshonov Ariel Nassee Neta Rubichek Shani Sharaizin                          | Synchronschwimmen | Mannschaft freies Programm |
| Gili Kuritzky | Fechten           | Florett Frauen             |

## Teilnehmer nach Sportarten

### Badminton
- Ksenia Polikarpova
- Misha Zilberman
- Svetlana Zilberman

### 3×3 Basketball
| Wettbewerb    | Männer                                                 | Frauen                                             |
| ------------- | ------------------------------------------------------ | -------------------------------------------------- |
| Athleten      | Ben Altit Netanel Artzi Tomer Assayag Joaquin Szuchman | Shani Berman Noor Kayuf Ofir Kesten Raz May Nesher |
| Gruppenphase  | Frankreich 20:18 Tschechien 16:19 Niederlande 22:8     | Spanien 12:21 Schweiz 17:20 Niederlande 20:19      |
| Viertelfinale | Polen 13:21                                            | Rumänien 11:21                                     |
| Halbfinale    | ausgeschieden                                          | ausgeschieden                                      |
| Bronze/Finale | ausgeschieden                                          | ausgeschieden                                      |
| Rang          | 8                                                      | 7                                                  |

### Bogenschießen
- Roy Dror
- Mikaella Moshe
- Shamai Yamrom

### Boxen
- David Alaverdian
- Daniel Ilyushonok
- Miroslav Kapuler-Ishchenko
- Ahamd Shtiwi
- Yan Zak

### Breaking
- Nadia

### Fechten
- Grigori Beskin
- Adele Bogdanov
- Yana Botvinnik
- Yonatan Cohen
- Lior Druck
- Nicole Feygin
- Ori Finsterbush
- Yuval Freilich
- David Frumgarzts
- Raz Goren
- Ido Harper
- Maor Hatoel
- May Kagan Tyagunov
- Lihy Koren
- Gili Kuritzky
- Roey Rosenfeld
- Sophia Vainberg

### Judo
| Athleten | Wettbewerb | 1. Runde | 1. Runde | Achtelfinale | Achtelfinale | Viertelfinale | Viertelfinale | Halbfinale    | Halbfinale    | Finale        | Finale        | Rang |
| Athleten | Wettbewerb | Gegner   | Ergebnis | Gegner       | Ergebnis     | Gegner        | Ergebnis      | Gegner        | Ergebnis      | Gegner        | Ergebnis      | Rang |
| --- | ---------- | -------- | -------- | ------------ | ------------ | ------------- | ------------- | ------------- | ------------- | ------------- | ------------- | ---- |
| Mixed |            |          |          |              |              |               |               |               |               |               |               |      |
| Gaya Bar Or Daniel Bershadsky Romi Dori Yehonatan Elbaz Oron Giner Shoshana Kahlon Maya Kogan Serafim Kompaniez Maya Leopold Yuli Mishiner Evgeny Shmachilin Roy Sivan Nadav Zurat | Mannschaft | Freilos  | Freilos  | Türkei       | 1:4          | ausgeschieden | ausgeschieden | ausgeschieden | ausgeschieden | ausgeschieden | ausgeschieden | =9   |

### Kanu

#### Kanurennsport
- Darya Budouskaya
- Netta Malkinson
- Mia Meizeles
- Stav Mizrahi
- Ilya Podpolnyy

### Karate

#### Kumite
- Ronen Gehtbarg

### Leichtathletik
| Team   | Wettbewerb  | Wettbewerb | Punkte | Punkte | Punkte | Punkte | Punkte | Punkte | Punkte     | Punkte    | Punkte    | Punkte      | Punkte           | Punkte      | Punkte    | Punkte     | Punkte     | Punkte         | Punkte     | Punkte     | Punkte     | Punkte | Rang |
| Team   | Wettbewerb  | Wettbewerb | 100 m  | 200 m  | 400 m  | 800 m  | 1500 m | 5000 m | 110 m Hü.* | 400 m Hü. | 4 × 100 m | 4 × 400 m** | 3000 m Hindernis | Kugelstoßen | Speerwurf | Hammerwurf | Diskuswurf | Stabhochsprung | Hochsprung | Dreisprung | Weitsprung | Gesamt | Rang |
| ------ | ----------- | ---------- | ------ | ------ | ------ | ------ | ------ | ------ | ---------- | --------- | --------- | ----------- | ---------------- | ----------- | --------- | ---------- | ---------- | -------------- | ---------- | ---------- | ---------- | ------ | ---- |
| Israel | 3. Division | Männer     | 0      | 9      | 9      | 8      | 12     | 12     | 10         | 12        | 14        | 13          | 12               | 10          | 10        | 11         | 10         | 14             | 12,50      | 10         | 14         | 434    | 3    |
| Israel | 3. Division | Frauen     | 12     | 11     | 12     | 12     | 13     | 14     | 13         | 13        | 13        | 13          | 14               | 13          | 14        | 12         | 15         | 13             | 11,50      | 12         | 14         | 434    | 3    |

* Die Frauen traten über 100 m Hürden, statt 110 m Hürden an.
** Die 4 × 400 m waren ein Mixed-Wettkampf.

#### Einzelresultate
| Wettbewerb       | Männer                                                    | Männer         | Männer | Männer      | Frauen                                             | Frauen          | Frauen | Frauen      |
| Wettbewerb       | Athlet                                                    | Ergebnis       | Rang   | Rang Gesamt | Athletin                                           | Ergebnis        | Rang   | Rang Gesamt |
| ---------------- | --------------------------------------------------------- | -------------- | ------ | ----------- | -------------------------------------------------- | --------------- | ------ | ----------- |
| 100 m            | Blessing Afrifah                                          | DSQ            | DSQ    | DSQ         | Ilana Dorfman                                      | 12,01 s         | 4      | 35          |
| 200 m            | Aviv Koffler                                              | 21,59 s SB     | 7      | 37          | Ilana Dorfman                                      | 24,43 s PB      | 5      | 36          |
| 400 m            | Eran Siboni                                               | 48,16 s =SB    | 7      | 36          | Nitzan Asas                                        | 55,51 s PB      | 4      | 32          |
| 800 m            | Noam Mamu                                                 | 1:56,05 min    | 8      | 40          | Sivan Auerbach                                     | 2:07,12 min     | 4      | 30          |
| 1500 m           | Tadesse Getahon                                           | 3:45,92 min PB | 4      | 26          | Sivan Auerbach                                     | 4:29,11 min     | 3      | 31          |
| 5000 m           | Tadesse Getahon                                           | 14:19,86 min   | 4      | 29          | Lonah Chemtai Salpeter                             | 15:36,07 min SB | 2      | 12          |
| 110/100 m Hürden | Dor Hayon                                                 | 15,40 s        | 6      | 37          | Linoy Levy                                         | 13,88 s SB      | 3      | 29          |
| 400 m Hürden     | Noah Yasky                                                | 53,95 s        | 4      | 32          | Noah Levy                                          | 58,72 s PB      | 3      | 22          |
| 3000 m Hindernis | Tomer Mualem                                              | 8:53,87 min    | 4      | 22          | Adva Cohen                                         | 9:47,52 min     | 2      | 09          |
| 4 × 100 m        | Eden Sela Thomas Dubnov-Raz Aviv Koffler Blessing Afrifah | 39,66 s SB     | 2      | 14          | Nitzan Asas Ilana Dorfman Alina Drutman Hileni Mor | 45,68 s SB      | 3      | 23          |
| Kugelstoßen      | Menachem Mendel Chen                                      | 15,87 m        | 6      | 36          | Estel Valeanu                                      | 15,21 m         | 3      | 20          |
| Speerwurf        | Ariel Atias                                               | 57,99 m        | 6      | 37          | Margaryta Dorozhon                                 | 47,23 m         | 2      | 26          |
| Hammerwurf       | Yahav Adir                                                | 54,74 m SB     | 4      | 33          | Evgenia Zabolotni                                  | 54,94 m         | 4      | 32          |
| Diskuswurf       | Denis Valiulin                                            | 52,14 m        | 6      | 31          | Estel Valeanu                                      | 57,17 m         | 1      | 09          |
| Stabhochsprung   | Lev Skorish                                               | 4,90 m         | 2      | 27          | Yarden Mantel                                      | 3,60 m          | 3      | 27          |
| Hochsprung       | Ariel Atias                                               | 1,90 m SB      | 3      | 35          | Danielle Frenkel                                   | 1,70 m          | 4      | 34          |
| Dreisprung       | Guy Margalit                                              | 14,87 m        | 6      | 27          | Romi Tamir                                         | 12,67 m         | 4      | 28          |
| Weitsprung       | Ishay Ifraimov                                            | 7,70 m         | 2      | 10          | Romi Tamir                                         | 6,07 m PB       | 2      | 22          |

| Wettbewerb | Mixed                                         | Mixed          | Mixed | Mixed       |
| Wettbewerb | Athleten                                      | Ergebnis       | Rang  | Rang Gesamt |
| ---------- | --------------------------------------------- | -------------- | ----- | ----------- |
| 4 × 400 m  | Eran Siboni Shani Zakay Noam Mamu Nitzan Asas | 3:27,57 min SB | 3     | 32          |

Ersatz: Mohamed Abu Anza, Naama Bernstein, Jonathan Carmin, Sivan Frumer, Liya Gay, Omer Katz, Roy Leibovitz, Alexsandra Lokshin, Asaf Malka, Ariel Maman, Zemenu Muchie, Hadar Ophir Forer, Priel Rada, Omri Shiff, Aviram Shwarzbard, Gal Yosef Sinai, Segev Tamir, Tal Vaizbord, Victor Zagynayko

### Moderner Fünfkampf
- Sharon Tal

### Radsport

#### Mountainbike
- Gil Gonen
- Eitan Levi
- Naama Noyman
- Tomer Zaltsman

### Schießen
- Tal Engler
- Sergey Richter
- Olga Tashtchiev

### Sportklettern
- Ram Levin
- Yuval Shemla
- Yael Taub

### Synchronschwimmen
| Athlet | Wettbewerb                 | Qualifikation | Qualifikation | Finale   | Finale | Rang   |
| Athlet | Wettbewerb                 | Punkte        | Rang          | Punkte   | Rang   | Rang   |
| --- | -------------------------- | ------------- | ------------- | -------- | ------ | ------ |
| Offen |                            |               |               |          |        |        |
| Shelly Bobritsky Ariel Nassee | Duett technisches Programm | —             | —             | 232,6433 | 6      | 6      |
| Shelly Bobritsky Ariel Nassee | Duett freies Programm      | 217,3688      | 3             | 200,9250 | 4      | 4      |
| Eden Blecher Shelly Bobritsky Maya Dorf Noy Gazala Catherine Kunin Aya Mazor Nikol Nahshonov Ariel Nassee Neta Rubichek Shani Sharaizin                          | Mannschaft freies Programm | 240,9771      | 4             | 243,6001 | 3      | Bronze |
| Eden Blecher Shelly Bobritsky Maya Dorf Noy Gazala Catherine Kunin Aya Mazor Nikol Nahshonov Ariel Nassee Neta Rubichek Shani Sharaizin                          | Mannschaft Highlight       | —             | —             | 179,4000 | 4      | 4      |
| Eden Blecher Shelly Bobritsky Maya Dorf Noy Gazala Catherine Kunin Aya Mazor Nikol Nahshonov Ariel Nassee Neta Rubichek Shani Sharaizin Shaya Sar Shalom Nechmad | Mannschaft Kombination     | —             | —             | 248,6083 | 1      | Gold   |

### Taekwondo
- Dana Arzan
- Rivka Bayech
- Aleksandr Filippov
- Nimrod Krivishkiy
- Biana Lager
- Dmitriy Nagaev
- Tom Pashcovsky
- Egor Rogozhine
- Avishag Semberg

### Triathlon
- Itamar Eshed
- Itamar Levanon
- Shachar Sagiv